# Rogéville
Rogéville ist eine französische Gemeinde mit 152 Einwohnern (Stand: 1. Januar 2022) im Département Meurthe-et-Moselle in der Region Grand Est (vor 2016: Lothringen). Sie gehört zum Arrondissement Nancy (bis 2022: Arrondissement Toul) und ist Mitglied im Gemeindeverband Communauté de communes du Bassin de Pont-à-Mousson. Die Einwohner werden Rogévillois und Rogévilloises genannt.

## Geografie
Rogéville liegt etwa 20 Kilometer nordwestlich von Nancy und etwa 17 Kilometer nordnordöstlich von Toul im Regionalen Naturpark Lothringen. Umgeben wird Rogéville von den Nachbargemeinden Gézoncourt im Norden, Villers-en-Haye im Osten, Rosières-en-Haye im Süden, Manoncourt-en-Woëvre im Südwesten, Tremblecourt im Südwesten und Westen sowie Domèvre-en-Haye im Westen und Nordwesten. 
Der Esch, ein Nebenfluss der Mosel, bildet die natürliche Grenze zur Nachbargemeinde Gézoncourt. Der Landstrich nennt sich Petite Suisse Lorraine, weil die Landschaft an die der Schweiz erinnert. Fast zwei Drittel der Fläche der Gemeinde werden landwirtschaftlich genutzt, gut ein Drittel ist bewaldet. Rogéville liegt fernab von größeren Verkehrsachsen. Die Route départementale D 10 verbindet die Gemeinde mit den Nachbargemeinden Tremblecourt im Südwesten und Villers-en-Haye im Osten.
Der Fernwanderweg GR 5 von Schengen (Luxemburg) nach Nizza durchquert das Gemeindegebiet.

## Bevölkerungsentwicklung
| Jahr                       | 1962 | 1968 | 1975 | 1982 | 1990 | 1999 | 2006 | 2019 |
| Einwohner                  | 139  | 116  | 134  | 144  | 143  | 121  | 131  | 156  |
| Quellen: Cassini und INSEE |      |      |      |      |      |      |      |      |

## Sehenswürdigkeiten
- Kirche Saint-Remy aus dem 18. Jahrhundert